# Нью-Сонгіс 1A
Нью-Сонгіс 1A (англ. New Songhees 1A) — індіанська резервація в Канаді, у провінції Британська Колумбія, у межах регіонального округу Кепітел.

## Населення
За даними перепису 2016 року, індіанська резервація нараховувала 1842 особи, показавши зростання на 9,8%, порівняно з 2011-м роком. Середня густина населення становила 2 594,4 осіб/км².
З офіційних мов обидвома одночасно володіли 95 жителів, тільки англійською — 1 740, а 10 — жодною з них. Усього 105 осіб вважали рідною мовою не одну з офіційних, з них 5 — одну з корінних мов, а 5 — українську.
Працездатне населення становило 49,5% усього населення, рівень безробіття — 9,3%.
Середній дохід на особу становив $30 350 (медіана $26 987), при цьому для чоловіків — $31 797, а для жінок $29 120 (медіани — $28 480 та $25 920 відповідно).
34,6% мешканців мали закінчену шкільну освіту, не мали закінченої шкільної освіти — 30,6%, 34,9% мали післяшкільну освіту, з яких 14,9% мали диплом бакалавра, або вищий.
| Статево-вікова структура населення | Статево-вікова структура населення | Статево-вікова структура населення | Статево-вікова структура населення | Статево-вікова структура населення |
| ---------------------------------- | ---------------------------------- | ---------------------------------- | ---------------------------------- | ---------------------------------- |
|                                    |                                    |                                    |                                    |                                    |
| Всього                             | Всього                             | 46,5%53,5%                         |                                    |                                    |
| 0 — 14 років                       | 0 — 14 років                       |                                    | 12,2%                              | 12,2%                              |
| 15 — 64 років                      | 15 — 64 років                      |                                    | 64%                                | 64%                                |
| 65 і більше                        | 65 і більше                        |                                    | 23,8%                              | 23,8%                              |
| 85 і більше                        | 85 і більше                        |                                    | 4,1%                               | 4,1%                               |
| Середній вік (років)               | Середній вік (років)               | 43,949,1                           | 46,7                               | 46,7                               |
| Медіана (років)                    | Медіана (років)                    | 47,554,0                           | 51,3                               | 51,3                               |
| — чоловіки — жінки                 |                                    |                                    |                                    |                                    |

| Походження мешканців:     | Походження мешканців:     | Походження мешканців: | Походження мешканців: | Походження мешканців: |
| ------------------------- | ------------------------- | --------------------- | --------------------- | --------------------- |
| Походження                |                           |                       | осіб                  | %                     |
| Корінні американці        | Корінні американці        |                       | 610                   | 33.15%                |
| Інше північноамериканське | Інше північноамериканське |                       | 385                   | 20.92%                |
| Європейське               | Європейське               |                       | 1 270                 | 69.02%                |
| британське                | британське                |                       | 1 005                 | 54.62%                |
| французьке                | французьке                |                       | 220                   | 11.96%                |
| українське                | українське                |                       | 95                    | 5.16%                 |
| Латинськоамериканське     | Латинськоамериканське     |                       | 10                    | 0.54%                 |
| Карибське                 | Карибське                 |                       | 35                    | 1.9%                  |
| Африканське               | Африканське               |                       | 25                    | 1.36%                 |
| Азійське                  | Азійське                  |                       | 45                    | 2.45%                 |
| Океанійське               | Океанійське               |                       | 10                    | 0.54%                 |

## Клімат
Середня річна температура становить 10,4°C, середня максимальна – 20,4°C, а середня мінімальна – -0,2°C. Середня річна кількість опадів – 802 мм.
| Клімат поселення                              | Клімат поселення | Клімат поселення | Клімат поселення | Клімат поселення | Клімат поселення | Клімат поселення | Клімат поселення | Клімат поселення | Клімат поселення | Клімат поселення | Клімат поселення | Клімат поселення | Клімат поселення |
| Показник                                      | Січ.             | Лют.             | Бер.             | Квіт.            | Трав.            | Черв.            | Лип.             | Серп.            | Вер.             | Жовт.            | Лист.            | Груд.            |                  |
| Середній максимум, °C                         | 9,28             | 10,66            | 11,75            | 13,92            | 17,05            | 19,67            | 20,05            | 20,35            | 17,73            | 13,38            | 9,56             | 7,49             |                  |
| Середня температура, °C                       | 4,52             | 5,89             | 7,00             | 9,15             | 12,29            | 14,92            | 17,10            | 17,45            | 14,80            | 10,46            | 6,64             | 4,55             |                  |
| Середній мінімум, °C                          | −0,22            | 1,14             | 2,26             | 4,39             | 7,55             | 10,15            | 14,18            | 14,50            | 11,86            | 7,53             | 3,70             | 1,62             |                  |
| Норма опадів, мм                              | 127              | 91               | 69               | 45               | 32               | 26               | 18               | 23               | 30               | 72               | 136              | 133              |                  |
| Середньомісячна швидкість вітру, м/с          | 3.60             | 3.46             | 3.58             | 3.50             | 3.47             | 3.50             | 3.31             | 3.00             | 2.68             | 2.88             | 3.58             | 3.68             |                  |
| Середньомісячна сонячна радіація, кДж/м²·день | 3281             | 6142             | 9874             | 14732            | 18518            | 20109            | 21166            | 18097            | 13288            | 7138             | 3710             | 2610             |                  |
| --------------------------------------------- | ---------------- | ---------------- | ---------------- | ---------------- | ---------------- | ---------------- | ---------------- | ---------------- | ---------------- | ---------------- | ---------------- | ---------------- | ---------------- |
| Джерело:                                      |                  |                  |                  |                  |                  |                  |                  |                  |                  |                  |                  |                  |                  |